# Michel Guiniot
 (avril 2025).
Il peut être nécessaire de l'améliorer pour respecter le principe de neutralité de point de vue. Veuillez consulter la page de discussion pour plus de détails.

Michel Guiniot, né le 29 novembre 1954 à Chauny (Aisne), est un homme politique français et un ancien artisan-commerçant.
Il a été le formateur des candidats du Front national puis du Rassemblement national pendant plus de vingt ans.
Élu député à l'Assemblée nationale en juin 2022, il est une figure « historique » du Rassemblement national et de la politique dans l'Oise et dans les Hauts-de-France après avoir été conseiller régional des Hauts-de-France et conseiller régional de Picardie.

## Biographie
Il est issu d'une famille de commerçants implantée depuis presque un siècle dans la région de Chauny-Tergnier-Saint-Quentin. La branche maternelle de sa famille est installée depuis longtemps en Thiérache. Il s'installe dans l'Oise, à Noyon en 1975. Artisan-commerçant durant 26 ans, il mène plusieurs combats pour la défense du petit commerce[réf. nécessaire].
Il est le beau-père de Mylène Troszczynski, ancienne députée française au Parlement européen (élue de 2014 à 2019). Son fils est assistant parlementaire du député européen Jean-Paul Garraud.

## Carrière politique
Il rejoint le Front national en 1988 et est candidat pour la première fois lors des élections municipales de 1989 à Noyon. Il est ensuite candidat à toutes les élections pour le Front national (municipales, cantonales, législatives, régionales, sénatoriales et européennes). Il est tête de liste du FN en Picardie à l'occasion des élections régionales de 2004, puis de nouveau à l'occasion de celles de 2010.
Aux élections cantonales de 2011, il se présente sur le canton de Noyon.
Aux élections municipales de 2014, il est tête de liste pour le FN à Noyon.
Pour les élections départementales de 2015, il est chargé de récupérer les candidatures FN dans l'Oise.
Recruté comme chargé de mission auprès des fédérations par Jean-Marie Le Pen, parallèlement il monte des listes pour les élections des CCI dans plus de 40 départements et il constitue des listes municipales lors d'élections partielles à Sète, Bouc-Bel-Air et Saint-Dizier.
Il devient secrétaire national aux fédérations puis secrétaire national aux élus.
Il est un acteur au niveau national du recueil des signatures pour l'élection présidentielle en 1995, 2002, 2007 et 2012.
Il dirige, au niveau national, les campagnes cantonales de 2008 et 2011, les sénatoriales de la même année. En 2012, pour la campagne présidentielle, il devient conseiller spécial de Marine Le Pen pour les questions relevant de la réforme territoriale et des collectivités territoriales. Il coordonne au niveau national les élections législatives de 2012.
Il dirige campagne d'Étienne Bousquet-Cassagne lors de l'élection législative partielle du Lot-et-Garonne en mai 2013 (à la suite de la démission de Jérôme Cahuzac) ainsi que celle de Florence Italiani lors de la législative partielle de l'Oise de mars 2013, où le Front national avait réalisé un score de 48,59 %.
Il est secrétaire départemental de l'Oise du Front national de 1992 à 2017.
En juin 2022, à l'occasion des élections législatives, il est élu député de la sixième circonscription de l'Oise en battant au second tour la députée sortante Carole Bureau-Bonnard (Renaissance).

## Mandats
- Conseiller municipal de Noyon (Oise) de 1995 à 2015.
- Conseiller communautaire du Pays Noyonnais de 2008 à 2015.
- Conseiller départemental de l'Oise de 2015 à 2021.
- Conseiller régional de Picardie de 1993 à 2015.
- Conseiller régional des Hauts-de-France depuis 2015.
- Député de la sixième circonscription de l'Oise depuis 2022.

## Synthèse des résultats électoraux

### Élections législatives
| Année | Parti        | Parti | Circonscription | 1er tour | 1er tour | 1er tour | 2e tour | 2e tour | 2e tour |
| Année | Parti        | Parti | Circonscription | Voix     | %        | Rang     | Voix    | %       | Issue   |
| ----- | ------------ | ----- | --------------- | -------- | -------- | -------- | ------- | ------- | ------- |
| 1993  |              | FN    | 3e de l'Oise    | 8 332    | 19,93    | 2e       | 11 803  | 39,52   | Battu   |
| 1997  | 10 541       | FN    | 3e de l'Oise    | 25,36    | 10 679   | 2e       | 24,00   |         | Battu   |
| 2002  | 7 682        | FN    | 3e de l'Oise    | 20,28    | 3e       |          |         | Éliminé |         |
| 2007  | 6e de l'Oise | FN    | 3 297           | 7,55     | 4e       |          |         | Éliminé |         |
| 2012  | 6e de l'Oise | FN    | 9 578           | 22,16    | 3e       | 8 731    | 20,34   | Battu   |         |
| 2017  | 6e de l'Oise | FN    | 7 759           | 21,02    | 2e       | 12 548   | 41,60   | Battu   |         |
| 2022  | 6e de l'Oise | RN    | 10 322          | 28,62    | 1er      | 17 135   | 52,57   | Élu     |         |
| 2024  | 6e de l'Oise | RN    | 23 402          | 47,88    | 1er      | 25 058   | 52,44   | Élu     |         |

### Élections sénatoriales
Les résultats ci-dessous concernent uniquement les élections où il est tête de liste.
| Année | Parti                                                                    | Parti | Département | Liste                                                             | Voix | %    | Rang  | Sièges |
| ----- | ------------------------------------------------------------------------ | ----- | ----------- | ----------------------------------------------------------------- | ---- | ---- | ----- | ------ |
| 2001  |                                                                          | FN    | Oise        | Front national pour la défense des communes et du peuple français | 22   | 1,00 | 4e    | 0 / 3  |
| 2011  | Front national pour la défense des communes de France                    | FN    | Oise        | 66                                                                | 3,01 | 3e   | 0 / 4 |        |
| 2017  | Liste bleu marine pour la défense de nos communes et de nos départements | FN    | Oise        | 79                                                                | 3,47 | 7e   | 0 / 4 |        |

### Élections régionales

#### Échelle régionale
Les résultats ci-dessous concernent uniquement les élections où il est tête de liste.
| Année | Parti  | Parti | Région   | 1er tour | 1er tour | 1er tour | 2e tour | 2e tour | 2e tour | Sièges |
| Année | Parti  | Parti | Région   | Voix     | %        | Rang     | Voix    | %       | Rang    | Sièges |
| ----- | ------ | ----- | -------- | -------- | -------- | -------- | ------- | ------- | ------- | ------ |
| 2004  |        | FN    | Picardie | 175 940  | 22,94    | 3e       | 155 859 | 18,66   | 3e      | 8 / 57 |
| 2010  | 90 802 | FN    | Picardie | 15,81    | 124 177  | 3e       | 19,30   | 8 / 57  | 3e      |        |

#### Échelle départementale
Les résultats ci-dessous concernent uniquement les élections où il est tête de liste.
| Année | Parti                                                   | Parti | Département | Liste                                                                                          | 1er tour | 1er tour | 1er tour | 2e tour | 2e tour | 2e tour | Sièges |
| Année | Parti                                                   | Parti | Département | Liste                                                                                          | Voix     | %        | Rang     | Voix    | %       | Rang    | Sièges |
| ----- | ------------------------------------------------------- | ----- | ----------- | ---------------------------------------------------------------------------------------------- | -------- | -------- | -------- | ------- | ------- | ------- | ------ |
| 2004  |                                                         | FN    | Oise        | Front national pour la Picardie présentée par Jean-Marie Le Pen et conduite par Michel Guiniot | 74 400   | 24,93    | 3e       | 65 897  | 20,31   | 3e      | 4 / 23 |
| 2010  | Front national pour la Picardie et le peuple Français ! | FN    | Oise        | 38 125                                                                                         | 16,70    | 50 638   | 3e       | 19,79   | 4 / 23  | 3e      |        |
| 2015  | Une région fière et enracinée                           | FN    | Oise        | 122 031                                                                                        | 42,08    | 1er      | 139 407  | 44,12   | 2e      | 7 / 22  |        |

### Élections départementales
Les résultats ci-dessous concernent uniquement les élections où il est tête de liste.
| Année | Parti | Parti | Canton | Binôme          | 1er tour | 1er tour | 1er tour | 2e tour | 2e tour | 2e tour |
| Année | Parti | Parti | Canton | Binôme          | Voix     | %        | Rang     | Voix    | %       | Issue   |
| ----- | ----- | ----- | ------ | --------------- | -------- | -------- | -------- | ------- | ------- | ------- |
| 2015  |       | FN    | Noyon  | Nathalie Jorand | 4 624    | 41,74    | 1er      | 5 686   | 51,46   | Élu     |
| 2021  | RN    | 2 233 | Noyon  | Nathalie Jorand | 31,13    | 2 886    | 1er      | 39,27   | Battu   |         |

### Élections municipales
Les résultats ci-dessous concernent uniquement les élections où il est tête de liste.
| Année | Parti             | Parti                       | Ville | Liste               | 1er tour | 1er tour | 1er tour | 2e tour | 2e tour | 2e tour | Sièges | Sièges |
| Année | Parti             | Parti                       | Ville | Liste               | Voix     | %        | Rang     | Voix    | %       | Rang    | CM     | CC     |
| ----- | ----------------- | --------------------------- | ----- | ------------------- | -------- | -------- | -------- | ------- | ------- | ------- | ------ | ------ |
| 2008  |                   | FN                          | Noyon | Faire changer Noyon | 740      | 16,98    | 3e       | 438     | 9,17    | 3e      | 1 / 33 |        |
| 2014  | Noyon bleu marine | FN                          | Noyon | 1 232               | 28,32    | 926      | 3e       | 19,56   | 3 / 33  | 3e      | 2 / 22 |        |
| 2021  | RN                | Noyon apaisée et rassemblée | Noyon | 327                 | 9,08     | 4e       |          |         |         | 0 / 33  | 0 / 28 |        |

### Élections cantonales
| Année | Parti | Parti | Canton                | 1er tour | 1er tour | 1er tour | 2e tour | 2e tour | 2e tour |
| Année | Parti | Parti | Canton                | Voix     | %        | Rang     | Voix    | %       | Issue   |
| ----- | ----- | ----- | --------------------- | -------- | -------- | -------- | ------- | ------- | ------- |
| 1998  |       | FN    | Creil-Nogent-sur-Oise | 2 634    | 27,64    | 2e       | 2 327   | 24,96   | Battu   |
| 2004  | Noyon | FN    | 2 712                 | 30,05    | 1er      | 2 933    | 30,11   |         | Battu   |
| 2011  | Noyon | FN    | 2 321                 | 36,97    | 2e       | 3 037    | 43,48   |         | Battu   |

## Divers
- Membre représentant le Front national au conseil d'administration de l'Association des régions de France jusqu’en 2015.
- Président du groupe des élus du Front national au conseil régional de Picardie de mars 2004 à décembre 2015.